# Necropoli Millaga
La necropoli Millaga è un sito archeologico rinvenuto nel territorio di Bivona, comune italiano della provincia di Agrigento in Sicilia.

## Sito archeologico
Il toponimo della contrada, ex feudo, deriverebbe dall'arabo millaca (in arabo ملاﺣـة‎?, mallāḥa), "sorgente salata". Viene riportato anche come Millaca e Millaxa. La contrada è sita nella parte meridionale del territorio bivonese, nei pressi del centro abitato di Cianciana.
A poche centinaia di metri, al di là del torrente Intronata, si trova la salina Chincana; probabilmente gli abitanti del sito, in passato, commerciavano il sale con i mercanti che, dalla costa, risalivano il fiume Halykos (Platani).
Verosimilmente in passato l'area fu utilizzata anche come cava per ricavare blocchi da costruzione, come dimostrato da alcune tracce di scavo in grossi blocchi di pietra.

## Descrizione
In contrada Millaga si trovano i resti di una necropoli di incerta datazione.

### Tipologia delle tombe
Le tombe sono scavate nella pietra calcarea e sono di varie dimensioni: la più piccola misura 97 cm, la più grande 180 cm.
Le sepolture erano coperte da lastroni, anch'essi ricavati dalla pietra calcarea.

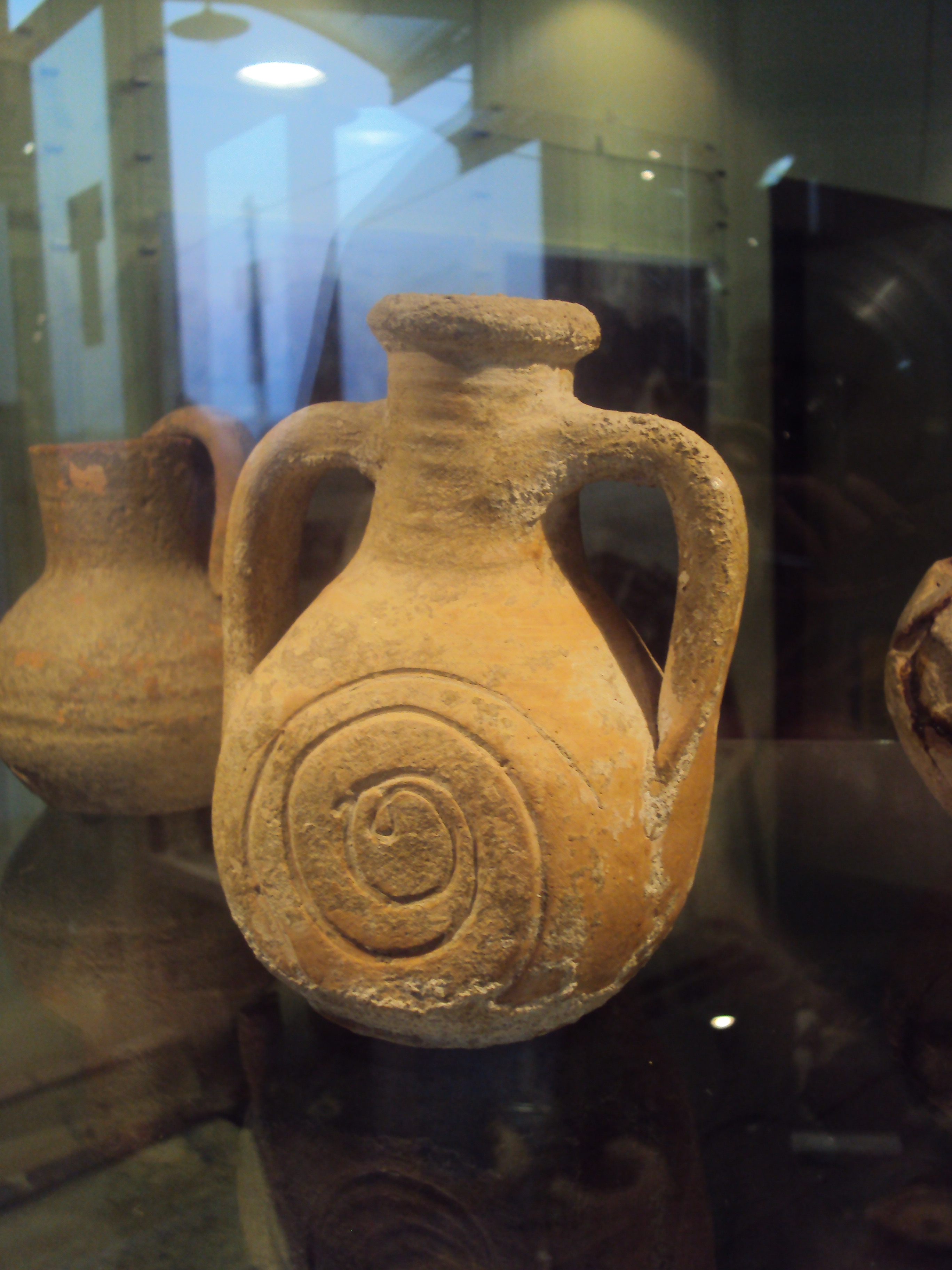
Anfora con decorazione a spirale rinvenuta in contrada Millaga (museo civico di Cianciana)

Oltre questo tipo di sepoltura, sono pervenute tombe di diversa tipologia, la cui fossa veniva scavata direttamente nel terreno: il defunto veniva immesso nella tomba in posizione supina, con gli arti superiori piegati verso l'alto e con un vaso contenuto in ciascuna mano. Gli arti inferiori venivano interrati senza alcuna protezione, mentre la parte superiore poggiava su tre lastre di roccia verticali e veniva ricoperta orizzontalmente con un'ulteriore lastra di roccia.

### Reperti
La datazione della necropoli potrebbe risalire all'età romana grazie al rinvenimento di un puntale d'anfora di epoca imperiale. Nel maggio 2009 alla raccolta di reperti rinvenuti nella contrada Millaga si sono aggiunti un'urna cineraria, una coppiera ed altri reperti di superficie, conservati presso il museo civico di Cianciana. Tra i più interessanti reperti vi è un'anforetta di ceramica comune, con decorazione a spirale e una piccola fibula.
L'indagine condotta dall'équipe archeologica guidata dal professor Johannes Bergemann dell'Università Georg-August di Gottingen nel biennio 2009-2010 ha portato alla luce vari siti archeologici posti in contrada Millaga, da resti di età preistorica a insediamenti di epoca greca, romana tardoantica e medievale. Non mancano reperti di epoca ancora indeterminata e strade di varie epoche.